# Дал, Сирил
Сирилл Дал (нидерл. Cyrill Daal), или Сирилл Ричард Дункан Дал (нидерл. Cyrill Richard Duncan Daal; 29 мая 1936, Парамарибо, Колония Суринам — 8 декабря 1982, Парамарибо, Суринам) — суринамский профсоюзный лидер. Жертва Декабрьских убийств.

## Биография
Сирил Ричард Дункан Дал родился 29 мая 1936 года в Парамарибо в бедной многодетной семье. Его мать одна растила детей; днём она работала горничной, ночью гладила чужое бельё. Чтобы выжить, дети в с этой семье торговали домашним печенье, какао и фруктами. Сирил был старшим ребёнком. Окончив среднюю школу, он сразу пошёл работать, и содержал мать и младших братьев и сестёр.
Вскоре Дал был избран в профсоюз O.G.E.M.. После стал секретарем в «Мудербонд», крупнейшем объединении рабочих Суринама. С 30 октября 1972 года он был избран президентом этого профсоюза. В 1982 году под его председательством «Мудербонд» решительно выступил против военного режима, ущемлявшего права рабочих.
Когда 30 октября 1982 года к главе путчистов Дези Баутерсе с визитом прибыл премьер-министр Гренады Морис Бишоп, Дал объявил забастовку. В стране отключилось электричество. Диктаторам пришлось ужинать при свечах. На следующий день прошли две массовые манифестации; военного режима и рабочих. Путчисты обеспечили свободный общественный транспорт, так что на их встречу с Бишопом, которого они пригласили на свою манифестацию в качестве почётного гостя, пришло много людей. Этим же бесплатным общественным транспортом воспользовались сторонники «Мудербонда» для подвозки к месту своей манифестации своих сторонников. На их манифестацию людей пришло намного больше; среди них были не только рабочие, но и военные. По словам свидетелей, Бишоп был в ярости. Он обвинил Баутерсе в мягкотелости, и тот поклялся отомстить Далу за унижение.
В течение нескольких последующих недель Баутерсе, через Роя Хорба, пытался договориться с Далом и Андре Хакматом. Во второй половине дня 8 декабря 1982 года Дал был схвачен военными и привезён в тюрьму Форт-Зеландия. Здесь Баутерсе лично пытал его и убил. По словам свидетелей, видевших его труп, на теле Дала были следы от сильных побоев, на лице были ожоги от погашенных окурков. Он был похоронен на кладбище Аннеттасхоф в Парамарибо. На его могиле члены «Мудербонд» поставили большой памятник.
Процесс по делу о Декабрьских убийствах был открыт в 2007 году. Во многом это стало возможным благодаря действиям родственников погибших, международного сообщества и гражданского противодействия военному режиму внутри Суринама. 23 марта 2012 года Рубен Розендал, один из обвиняемых на процессе, под присягой перед трибуналом свидетельствовал, что Дези Баутерсе лично убил Рамбокуса и Дала.